# Jerzy Materna
Jerzy Marian Materna (ur. 25 marca 1956 w Zielonej Górze) – polski polityk. Poseł na Sejm V, VI, VII, VIII, IX i X kadencji, w latach 2015–2018 sekretarz stanu w Ministerstwie Gospodarki Morskiej i Żeglugi Śródlądowej.

## Życiorys
W 1983 ukończył studia na Wydziale Budownictwa Wyższej Szkoły Inżynierskiej w Zielonej Górze. W latach 1984–1990 pracował jako kierownik budowy w Komunalnym Przedsiębiorstwie Remontowo-Budowlanym. Następnie zajmował kierownicze stanowiska w spółkach prawa handlowego i prowadził własną działalność gospodarczą. Przez kilka lat do 2002 zasiadał w radzie miasta Zielona Góra (reprezentował AWS). W 2002 ukończył studia podyplomowe z zakresu wyceny nieruchomości w Wyższej Szkole Handlu i Finansów Międzynarodowych.
Od 1993 należał do Porozumienia Centrum, następnie przystąpił do PiS. W 2005 z listy Prawa i Sprawiedliwości został wybrany na posła V kadencji w okręgu lubuskim. W wyborach parlamentarnych w 2007 po raz drugi uzyskał mandat poselski, otrzymując 14 597 głosów. W wyborach w 2011 z powodzeniem ubiegał się o reelekcję, dostał 12 868 głosów. W 2015 został ponownie wybrany do Sejmu, otrzymując 15 089 głosów. 4 grudnia tego samego roku został powołany na stanowisko sekretarza stanu w Ministerstwie Gospodarki Morskiej i Żeglugi Śródlądowej. Został odwołany w marcu 2018.
W wyborach do Parlamentu Europejskiego w 2019 bezskutecznie ubiegał się o mandat posła do Parlamentu Europejskiego. W wyborach w tym samym roku został natomiast ponownie wybrany do Sejmu, uzyskując 22 729 głosów. W IX kadencji został członkiem Komisji do Spraw Unii Europejskiej oraz Komisji Gospodarki Morskiej i Żeglugi Śródlądowej. W wyborach w 2023 utrzymał mandat poselski na kolejną kadencję (z wynikiem 17 470 głosów). W 2024 z listy PiS ponownie wystartował w wyborach do PE.